# Verwaltungsgemeinschaft Ensdorf
Die Verwaltungsgemeinschaft Ensdorf im Oberpfälzer Landkreis Amberg-Sulzbach entstand in Nachfolge der zum 1. Januar 1980 aufgelösten  Verwaltungsgemeinschaft Rieden. Ihr gehörten die Gemeinden Ensdorf und Ebermannsdorf an. Mit Wirkung ab 1. Januar 1986 wurde die Verwaltungsgemeinschaft aufgelöst, Ensdorf und Ebermannsdorf haben seither als Einheitsgemeinden eigene Verwaltungen.
Sitz der Verwaltungsgemeinschaft war Ensdorf.